# Victoria (Arkansas)
Victoria es un pueblo ubicado en el condado de Misisipi en el estado estadounidense de Arkansas. En el Censo de 2010 tenía una población de 37 habitantes y una densidad poblacional de 46,69 personas por km².

## Geografía
Victoria se encuentra ubicado en las coordenadas 35°45′27″N 90°3′36″O / 35.75750, -90.06000. Según la Oficina del Censo de los Estados Unidos, Victoria tiene una superficie total de 0.79 km², de los cuales 0.79 km² corresponden a tierra firme y (0 %) 0 km² son  agua.

## Demografía
Según el censo de 2010, había 37 personas residiendo en Victoria. La densidad de población era de 46,69 hab./km². De los 37 habitantes, Victoria estaba compuesto por el 94.59 % blancos, el 0 % eran afroamericanos, el 0 % eran amerindios, el 0 % eran asiáticos, el 0 % eran isleños del Pacífico, el 5.41 % eran de otras razas y el 0 % pertenecían a dos o más razas. Del total de la población el 5.41 % eran hispanos o latinos de cualquier raza.